# 永康 (后燕)
永康（396年四月—398年四月）是十六国时期后燕君主慕容寶的年號，共計3年。也是後燕的第三個年號。
永康二年（397年），北魏君主，魏王拓跋珪率領魏軍圍攻后燕首都中山，慕容寶率領部下出逃龍城，依然使用永康年號。魏軍退卻后，後燕貴族慕容詳即皇帝位，改元建始；同年慕容詳被殺，另一貴族—趙王慕容麟自立，改元延平。同年，北魏再攻中山，慕容麟自去年號，投靠另一貴族—范陽王慕容德。慕容麟後為慕容德下令殺死。
永康三年（398年）四月昌黎王蘭汗叛亂，殺死慕容寶奪位，改元青龍元年。

## 改元
- 建興十一年——四月十日，後燕世祖去世；二十九日，太子慕容寶繼位，改元為永康元年。[2][3][4][5]
- 永康三年——四月二十六日，蘭汗殺死後燕惠愍帝奪位，改元青龍元年。[6][7][8][9]

## 紀年對照表
| 建興 | 元年  | 二年  | 三年  |
| ---- | ----- | ----- | ----- |
| 公元 | 396年 | 397年 | 398年 |
| 干支 | 丙申  | 丁酉  | 戊戌  |

## 同期存在的其他政权年号
- 後燕時期
  - 建始（397年）：慕容詳之年号
  - 延平（397年）：慕容麟之年号
- 東晉
  - 太元（376年－396年）：晋孝武帝司马曜之年号
  - 隆安（397年－401年）：晋安帝司马德宗之年号
- 西秦
  - 太初（388年－400年）：乞伏乾歸之年号
- 后秦
  - 皇初（394年－399年）：姚興之年号
- 后凉
  - 麟嘉（389年－396年）：吕光之年号
  - 龙飞（396年－399年）：吕光之年号
- 南凉
  - 太初（397年－399年）：秃发乌孤之年号
- 北凉
  - 神玺（397年－399年）：段业之年号
- 北魏
  - 登国（386年－396年）：魏道武帝拓跋珪之年号
  - 皇始（396年－398年）：魏道武帝拓跋珪之年号

## 参看
- 中國年號索引
- 其他使用永康年號的政權

## 深入閱讀
- 李崇智. . 北京: 中华书局. 2004年12月. ISBN 7101025129.
- 鄧洪波. . 臺北: 國立臺灣大學東亞經典與文化研究計劃. 2005年3月  [2022-01-03]. ISBN 9789860005189. （原始内容 (pdf)存档于2007-08-25）.

| 前一年號： 建興 | 後燕年號 396年－398年 | 下一年號： 建始（慕容詳） 青龍（蘭汗） |